# Jonathan Ferguson
Jonathan Steven Ferguson (geboren am 3. Januar 1979) ist ein britischer Historiker für Feuerwaffen und Autor. Seit 2009 ist er der Keeper of Firearms and Artillery (dt. in etwa: Beauftragter für Feuerwaffen und Artillerie) beim Royal Armouries Museum in Leeds, England. Er ist zudem ein technischer Spezialist bei Armament Research Services, einer Beratungsfirma.

## Karriere
2000 schloss Ferguson sein Archäologie-Studium an der University of Exeter mit einem Bachelor of Arts ab. Im Jahr 2002 erhielt er ein Postgraduate Diploma in Museologie von der University of Leicester. Er hatte Positionen am Colchester Museum, dem Imperial War Museum Duxford und dem National War Museum of Scotland, bevor er 2009 seine aktuelle Position am Royal Armouries Museum übernahm. Er trat in zwei Dokumentationen auf: Sean Bean on Waterloo (2015) und Sword, Musket & Machine Gun (2017). Einen weiteren Auftritt hatte er in der Mockumentary Cunk on Earth, in welcher er als Experte für den Colt Single Action Army Revolver interviewt wurde. Ferguson ist zudem technischer Spezialist bei Armament Research Services.
2020 begann GameSpot eine YouTube-Serie mit dem Titel Firearms Expert Reacts, in welcher Ferguson die Darstellung von Feuerwaffen in Videospielen analysiert und mit ihren realen Gegenstücken vergleicht. Einige dieser Spiele sind bspw. Escape from Tarkov, Call of Duty: Black Ops Cold War, Insurgency: Sandstorm, und Cyberpunk 2077. 2021 begann Ferguson eine Serie auf dem offiziellen YouTube-Kanal von Royal Armouries in welcher er die Geschichte und Funktionalität ausgewählter Feuerwaffen aus der Kollektion des Royal Armouries erklärt.

## Bibliografie (Auswahl)
- Thorneycroft to SA80: British Bullpup Firearms, 1901–2020 (Headstamp Publishing, 2020)[12]
- Black & Grey: The Illicit Online Trade of Small Arms in Venezuela (Armament Research Services, 2020)[13]
- An Introductory Guide to the Identification of Small Arms, Light Weapons, and Associated Ammunition (Small Arms Survey, 2018)[14][15]
- Arms and Armour of the First World War (Royal Armouries, 2018)[16]
- The 'Broomhandle' Mauser (Osprey Publishing, 2017)[17][18]
- Raising Red Flags: An Examination of Arms & Munitions in the Ongoing Conflict in Ukraine (Armament Research Services, 2014)[19]